# Expresión en instrumentos de teclado
La expresión en un instrumento de teclado es la capacidad de mismo para responder a la dinámica musical durante su ejecución. En efecto, dependiendo de las características físicas de fabricación dadas al instrumento de teclado que se utilice, será posible alterar o modificar el sonido de una nota (o acorde) dependiendo de la forma en la que se realiza la ejecución de la misma.
En función del evento físico que se realice sobre las teclas, será el tipo de modulación o modificación que haga sobre el sonido que emite. Estos eventos son típicamente tres: velocidad o rapidez para accionar las teclas; la presión ejercida sobre una tecla luego de haber hecha su pulsión inicial; y el desplazamiento de una tecla al ser ejecutada (es decir, cuán "profundo" se la ha presionado o hundido la misma). El resultado permitirá que puedan ser escuchados diferentes expresiones en la dinámica tal como vibratos, distorsiones o exacerbaciones de tono de una nota, o manejo de volumen. etc. Este tipo de efectos podrían realizarse tanto en instrumentos acústicos como electrónicos, por supuesto que cada uno tendrá un alcance inherente a sus características constructivas, siendo los electrónicos los que gozarán de una mucho mayor diversidad de efectos.

## Sensibilidad a la rapidez (oVelocity)

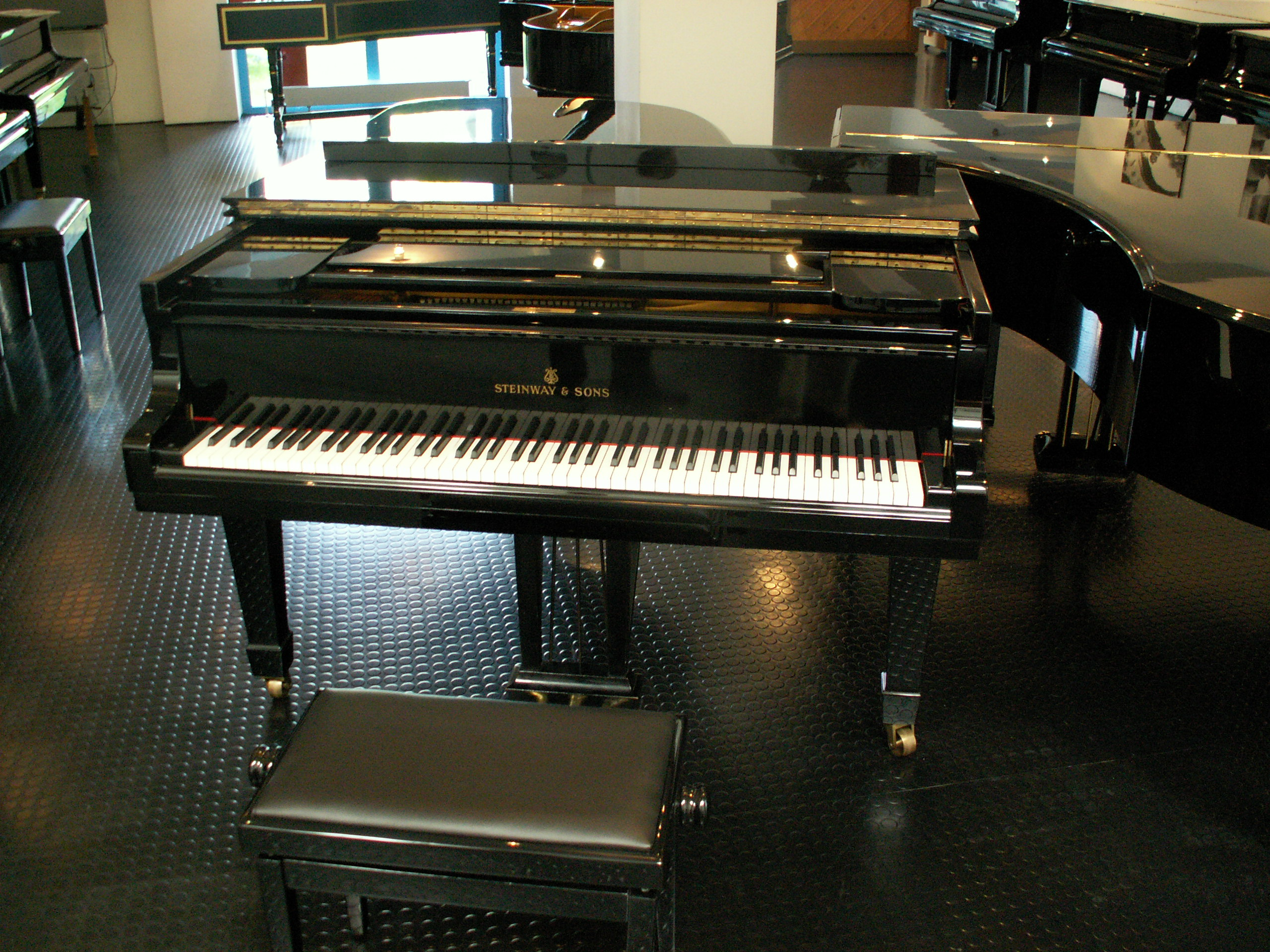
Piano Steinway

El piano responde a la fuerza con la cual las teclas son ejecutadas, lo que determina cuán fuerte o rápido las cuerdas son percutidas por los martillos. Esto provoca una diferencia notable en el sonido de la nota o acorde, ya que se incrementa su volumen e incluso hasta cambia ligeramente el tono. Muchos de sus predecesores, tal como clave (instrumento conocido también por otros nombres como clavicémbalo, clavecín, cémbalo, gravicémbalo, clavicímbalo, etc.), no eran en absoluto sensibles a rapidez de ejecución como lo era el piano.
Aquellos teclados que utilizan el estándar MIDI tienen soportado ambos tipos de eventos de manera completamente independiente (y por lo tanto se le puede aplicar efectos o acciones totalmente diferentes). En general, solo los teclados tope de línea implementan una verdadera sensibilidad de presión (aftertouch), sin embargo la mayoría de los teclados de calidad profesional tienen sensibiilidad de rapidez (velocity).
Los teclados más económicos, tal como teclados electrónicos de juguete o teclados de estudio -típicamente fabricados por Casio y por Yamaha-, por ejemplo, en el rango de USD 100, no tienen siquiera sensibilidad de rapidez (velocity). Aún utilizando teclados digitales sensibles a la rapidez, no a todos los sonidos se les puede incorporar sensibilidad de algún tipo. Un claro ejemplo es el sonido de emulación de un órgano tubular, el cual no tiene sensibilidad a la rapidez de ejecución, tal como el instrumento real, que tampoco la tiene.
Algunos fabricantes utilizan el término "sensible al tacto" en su publicidad (claramente una expresión incorrectamente utilizada). Es frecuente que los fabricantes y distribuidores de teclados económicos expresen de forma errónea el tipo de sensibilidad con que cuentan sus equipos; a veces, es por una mera desinformación, y otras, con la intencionalidad puesta en la esperanza de tomar por sorpresa a algún distraído que termina comprando lo que no es.

## Sensibilidad a la presión (oAftertouch)

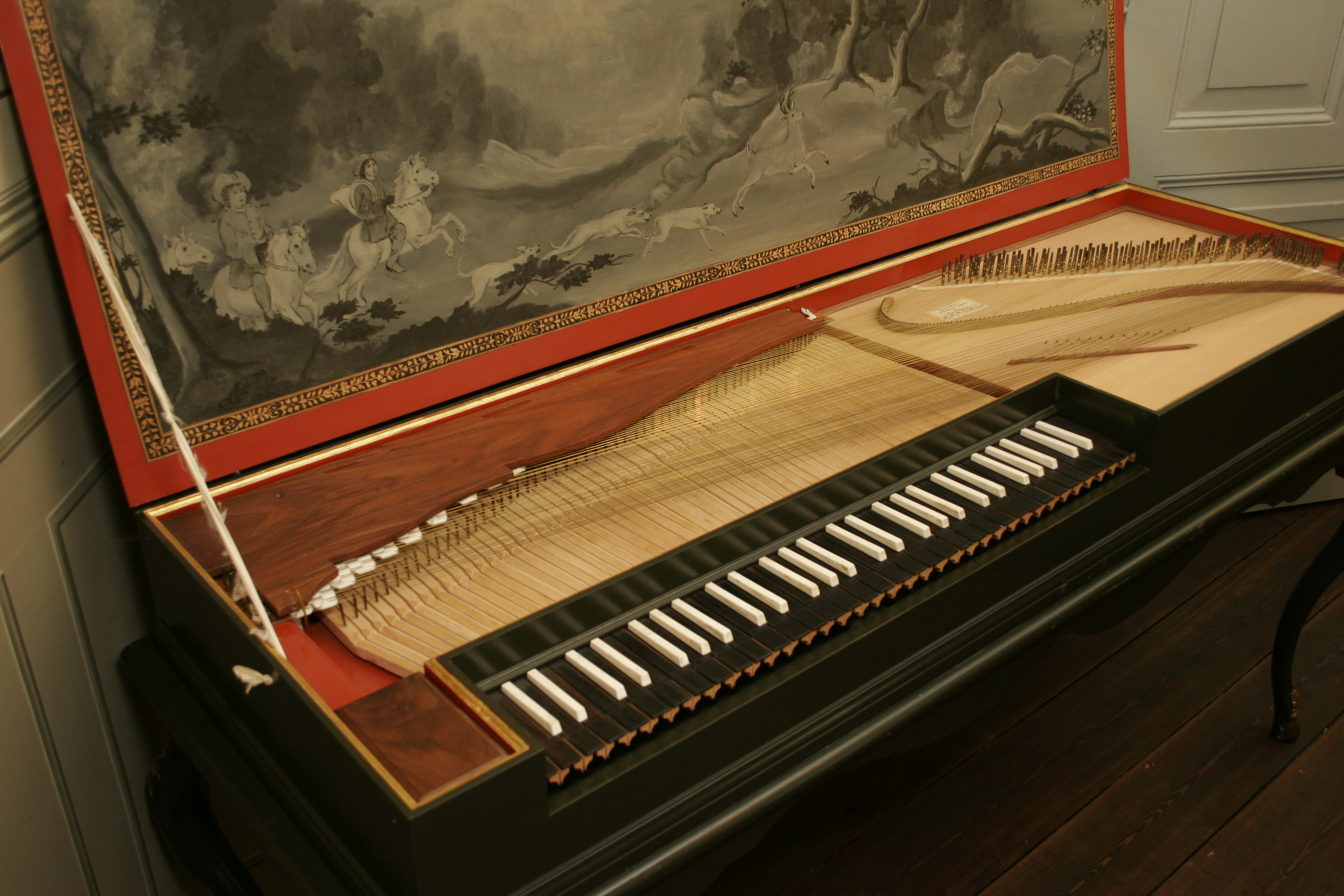
Una reproducción moderna de un clavicordio de la era Barroca

El clavicordio y algunos teclados electrónicos también responden a la fuerza ejercida a posteriori del impacto inicial; son sensibles a la presión. Este recurso es utilizado por ejecutantes expertos de clavicordio para corregir ligeramente la entonación de las notas, y/o ejecutar una forma de vibrato conocido como bebung.
A diferencia de una acción de piano, en un clavicordio, la tangente no recupera su posición original luego de percutir la cuerda, sino que se mantiene en contacto con la misma, mientras se mantenga presionada la tecla que disparó el sonido. El volumen de la nota se puede cambiar al golpear más dura o más suavemente un tecla, y luego podría entrar en juego lo mencionado haciendo presión sobre la misma. Cuando se suelta esta tecla, la tangente pierde el contacto con la cuerda y la vibración es silenciada por unas tiras telas de amortiguación dispuestas para tal fin.
Existe una confusión bastante extendida respecto del término "sensibilidad a la presión" ya que muchas veces se lo utiliza como sinónimo de "sensibilidad a la rapidez", es por ello que se pretende dejar de hablar de "dar presión a las teclas" y directamente utilizar el término en inglés: aftertouch (cuya traducción sería algo así como "toque posterior", en relación con que es un evento que se acciona luego de haber ejecutado la nota). El término acuñado luego del advenimiento de teclados electrónicos y sintetizadores.
La mayoría de los instrumentos utilizan sólo el canal aftertouch: esto es, un único nivel de presión es sensado y aplicable a todas las notas que estén siendo ejecutadas mientras se esté realizando un aftertouch, aún sobre aquellas que no se está ejerciendo presión alguna. Algunos teclados permiten configurar que una nota o grupo de notas acepte o no la aplicación de este canal de aftertouch. Son muy pocos los instrumentos que permiten lo que se conoce como aftertouch polifónico: cada nota posee un sensor de presión que actúa de manera independiente, es decir, sólo afecta a esa nota en particular y no a todas las que estén siendo ejecutadas al momento de ejecer la presión.
En el caso de teclados que poseen tecnología MIDI en general no se limita la utilización de aftertouch para hacer vibratos. Los sensores detectan si el músico continúa ejerciendo presión luego de la pulsión inicial de una tecla y permite a los ejecutantes de teclado cambiar el tono o el sonido de una nota luego de ese momento, de la misma forma en que lo hacen cantantes, ejecutantes de instrumentos de viento o de cuerda con arco (tal como el violín, chelo, etc.). Algunos teclados utilizan el aftertouch para aplicar aumentos en el volumen con la intención de emular el tipo de expresión que se utiliza cuando se cantan melodías. Dado que los teclados modernos han logrado emular de manera fidedigna una muy amplia gama de sonidos o instrumentos, inherentemente se fueron creando diferentes efectos de aftertouch. Por ejemplo, para emular guitarras eléctricas distorsionadas, donde el aftertouch reproduce la aplicación de un armónico, o un acople, o un ligero bending, etc.

## Sensibilidad al desplazamiento

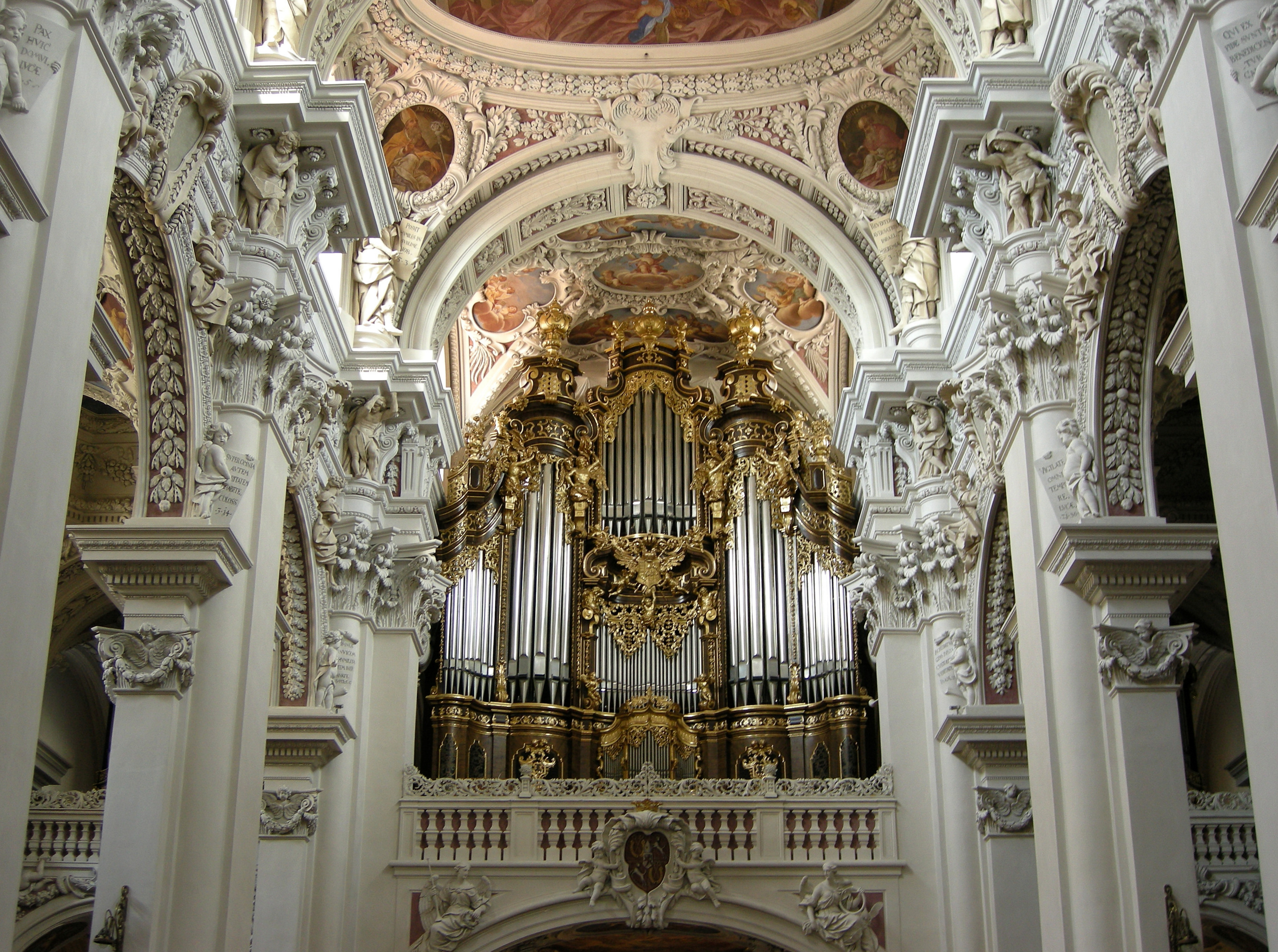
Órgano tubular de St. Stephansdom, Alemania. Uno de los más grandes del mundo

Una tercera forma de sensibilidad aplicable a instrumentos de teclado es el la sensibilidad de desplazamiento. Típicamente es posible encontrar este tipo de sensores en órganos. Ya sea que se trate de órganos mecánicamente actuados, o eléctricos, el funcionamiento de este tipo de sensores es simple: una tecla se ejecuta pero sin pulsarla hasta el final de su recorrido, quedando a mitad de camino, el sonido resultante será más suave, de menor volumen y ligeramente diferente que si se pulsara hasta el fondo.
En algunos modelo de órganos se llega a alterar ligeramente la afinación y el color de las notas a través de estos sensores. No solo esto sucede con órganos, también varios modelos de acordeón funcionan de esta forma, incluso en aquellos que utilizan botones de acompañamiento (los que se conocen como "acordes de un solo botón") es posible observar este fenónmeno. De manera análoga, órganos eléctricamente actuados conservan este tipo de expresión, tal como por ejemplo uno muy grande localizado en una villa suiza llamado Ursy, el cual está equipado con características de alta tecnología de Syncordia, incluye actuadores eléctricos para controlar la apertura o cierre del aire en los tubos del órgano manteniendo una directa proporción respecto del movimiento de las teclas. Esta compañía clamó ser la primera en idear un sistema con estas características, pero la patente de Vincent Willis de 1884 los desmiente.
Otras formas más sofisticadas de sensibilidad son comunes en los teclados de órganos. Los teclados 61-teclas (5 octavas) de Pratt Reed y Kimber Allen tienen disposición para la instalación de hasta nueve guías, de modo que se puedan detectar diferentes cantidades de desplazamiento, así como la velocity en diversos regímenes de distancia desde la parte superior hasta la parte inferior del recorrido de la tecla. Algunos instrumentos modernos como el Continuum, un controlador MIDI para teclados, han sido diseñados agregando esquemas de interfaz humana muy sofisticados, permitiendo el control dinámico de la ejecución en tres dimensiones. En la teoría, el desplazamiento en este instrumento sería para lograr el mismo efecto de la velocity, péro en la práctica se podría incluir cualquier tipo de efecto, el cual dada su altísima sensibilidad, es posible alcanzar un muy elevado grado de expresividad y versatilidad en su ejecución.

## Otros tipos de sensibilidad
Los pianos acústicos tienen pedales de expresión que permiten cambiar la respuesta o tono del instrumento, tal como el pedal de sustain, de sordinas, suavizadores, etc. En los pianos verticales de poco tamaño, los pedales suavizadores mueven los martillos más cerca de las cuerdas, a diferencia de los pianos de cola, donde los martillos se desplazan lateralmente de manera de que el martillo percute sólo con una parte del mismo. El pedal de sustain permite hacer sonar todas las notas de un acorde. Además, puesto que no se aplica la sordina que permite armónicos de octava y quinta a vibrar simpatícamente, produciendo un sonido más rico, más brillante. La mayoría de los teclados electrónicos también tienen un pedal de sustain que permite a las notas y acordes quedar sostenidas mientras el pedal esté accionado, sin embargo, sólo los teclados digitales de más alta gama reproducen fidedignamente el mismo tipo de vibración que brinda la acústica natural de un piano.
Los teclados electromecánicos y electrónicos ofrecen un rango de otros dispositivos de expresión. Los teclados electromecánicos tal como el órgano Hammond ofrecen formas adicionales de expresión por ejemplo modificando la forma de arrancar, detener, o cambiar la velocidad de rotación de un altavoz Leslie o propiciando una variedad de vibratos o efectos tipo [chorus]. Se han creado emulaciones digitales muy verosímiles de estos efectos (junto con numerosos otros).
El Roland VK VK-9 es un órgano digital que ofrece, por ejemplo, sensores de proximidad, los cuales pueden ser usados para disparar un altavoz Leslie, un efecto de modulador en anillo, o una variedad de otros efectos. Algunos pedales de efecto utilizados en teclados electromecánicos tal como piano eléctrico Fender Rhodes o en teclados digitales responden marcadamente con velocity cuando las teclas son "golpeadas". Dentro de ejemplos de pedales sensibles a la velocity se incluye a overdrives, los cuales producen un sonido cristalino cuando se toca el instrumentos suavemente y un sonido distorsionado ante una ejecución fuerte. También los pedales de wha wha, los cuales responden a la velocity para alterar el tono, enfatizando su característico efecto ante ejecuciones más vigorosas.
- Datos: Q1934745
- Multimedia: Keyboard expression / Q1934745